# (34531) 2000 SY212
2000 SY212 (asteroide 34531) é um asteroide da cintura principal. Possui uma excentricidade de 0.03445320 e uma inclinação de 9.91235º.
Este asteroide foi descoberto no dia 25 de setembro de 2000 por LINEAR em Socorro.